# دوغ أونيل
دوغ أونيل (بالإنجليزية: Doug O'Neill)‏ هو مدرب خيول أمريكي، ولد في 24 مايو 1968 في ديربورن في الولايات المتحدة.